# 1984 (film, 2023)
Pour les articles homonymes, voir 1984 (homonymie).
Pour plus de détails, voir Fiche technique et Distribution.
1984 ou en toutes lettres Mil neuf cent quatre-vingt-quatre (titre original : тысяча девятьсот восемьдесят четвёртый) est un film expérimental de science-fiction finlando-russe réalisé par Diana Ringo et sorti en 2023.
Le film est adapté du roman éponyme de George Orwell paru en 1949,. Il contient également des références au roman Nous autres d'Evgueni Zamiatine paru en 1920.

## Synopsis
Dans une société dystopique du futur dominée par un mystérieux Big Brother, la surveillance totale règne, les artistes sont persécutés et l'imagination est considérée comme une maladie dangereuse. Le protagoniste, un mathématicien, se retrouve impliqué dans une romance interdite avec une femme du département artistique. Dans un monde où la liberté est synonyme d'esclavage et où toute opposition à l'autorité est lourde de conséquences mortelles, il est confronté à un choix difficile : rejoindre la résistance contre le tout-puissant Big Brother ou rester un citoyen obéissant de l'État unique.

## Fiche technique
- Titre français : 1984 ou Mil neuf cent quatre-vingt-quatre[4]
- Titre original russe : 1984 ou тысяча девятьсот восемьдесят четвёртый, tyssiatcha deviatsot vossemdessiat tchetviortyï[5]
- Titre finnois : 1984 ou tuhat yhdeksänsataakahdeksankymmentäneljä
- Réalisation : Diana Ringo
- Scénario : Diana Ringo
- Photographie : Diana Ringo
- Montage : Diana Ringo
- Musique : Diana Ringo
- Production : Diana Ringo
- Sociétés de production : AElita
- Pays de production :  Russie -  Finlande
- Langue originale : russe
- Format : couleurs
- Genre : Film expérimental de science-fiction
- Durée : 132 minutes
- Dates de sortie : 
  - Monde : 15 novembre 2023 (vidéo à la demande)

## Distribution
- Aleksandr Obmanov : mathématicien D503
- Vladimir Ivani : Prisonnier E202
- Alekseï Charanine : philologue C340
- Diana Ringo : employée du service des romans I-330
- Ievgueni Kazak : Animateur de concert
- Ilia Iaroslavtsev  : membre du parti
- Viktor Korovine : assistant médical
- Sergueï Nikitine : ingénieur R-13
- Ilia Droznine : gardien de prison
- Anton Birioukov : ennemi du peuple L723
- Vladislav Kouvitsyne : jeune médecin
- Sergueï Boudanov : médecin plus âgé
- Dima Roubine : fonctionnaire interne du parti
- Sergueï Khroustaliov : fonctionnaire du parti intérieur
- Alekseï Chamaïev : ministre de l'État uni
- Maksim Chilov : officier de police

## Production
Le film est la troisième adaptation cinématographique du roman 1984 de George Orwell. Il est dédié au 120e anniversaire de la naissance de George Orwell.
Le tournage a eu lieu à Moscou. 1984 est un film indépendant, réalisé sans le soutien du gouvernement russe ou d'autres fonds publics. Ringo a déclaré qu'elle voulait faire un film qui montre le côté humoristique et satirique de 1984.